# Tour de France 2019 – 3. etap
3. etap kolarskiego wyścigu Tour de France 2019 odbył się 8 lipca na trasie liczącej 215 km. Start etapu miał miejsce w Binche, a meta w Épernay.

## Klasyfikacja etapu
| \| Klasyfikacja etapu \| Klasyfikacja etapu \| Klasyfikacja etapu \| Klasyfikacja etapu \| Klasyfikacja etapu \| \| Kolarz \| Kolarz \| Państwo \| Drużyna \| Czas \| \| ------------------ \| ------------------ \| ------------------ \| --------------------- \| ------------------ \| \| 1. \| Julian Alaphilippe \| Francja \| Deceuninck-Quick Step \| 4h 40' 29" \| \| 2. \| Michael Matthews \| Australia \| Team Sunweb \| + 26" \| \| 3. \| Jasper Stuyven \| Belgia \| Trek-Segafredo \| + 26" \| \| 4. \| Greg Van Avermaet \| Belgia \| CCC Team \| + 26" \| \| 5. \| Peter Sagan \| Słowacja \| Bora-Hansgrohe \| + 26" \| \| 6. \| Matteo Trentin \| Włochy \| Mitchelton-Scott \| + 26" \| \| 7. \| Sonny Colbrelli \| Włochy \| Bahrain-Merida \| + 26" \| \| 8. \| Xandro Meurisse \| Belgia \| Wanty-Gobert \| + 26" \| \| 9. \| Wout van Aert \| Belgia \| Team Jumbo-Visma \| + 26" \| \| 10. \| Thibaut Pinot \| Francja \| Groupama-FDJ \| + 26" \| |                    |           |                       |            |
| |                    |           |                       |            |
| Źródło: ProCyclingStats |                    |           |                       |            |
| Klasyfikacja etapu |                    |           |                       |            |
| Kolarz | Kolarz             | Państwo   | Drużyna               | Czas       |
| 1. | Julian Alaphilippe | Francja   | Deceuninck-Quick Step | 4h 40' 29" |
| 2. | Michael Matthews   | Australia | Team Sunweb           | + 26"      |
| 3. | Jasper Stuyven     | Belgia    | Trek-Segafredo        | + 26"      |
| 4. | Greg Van Avermaet  | Belgia    | CCC Team              | + 26"      |
| 5. | Peter Sagan        | Słowacja  | Bora-Hansgrohe        | + 26"      |
| 6. | Matteo Trentin     | Włochy    | Mitchelton-Scott      | + 26"      |
| 7. | Sonny Colbrelli    | Włochy    | Bahrain-Merida        | + 26"      |
| 8. | Xandro Meurisse    | Belgia    | Wanty-Gobert          | + 26"      |
| 9. | Wout van Aert      | Belgia    | Team Jumbo-Visma      | + 26"      |
| 10. | Thibaut Pinot      | Francja   | Groupama-FDJ          | + 26"      |

## Klasyfikacje po etapie

### Klasyfikacja generalna(Maillot Jaune)
| \| Klasyfikacja generalna \| Klasyfikacja generalna \| Klasyfikacja generalna \| Klasyfikacja generalna \| Klasyfikacja generalna \| \| Kolarz \| Kolarz \| Państwo \| Drużyna \| Czas \| \| ---------------------- \| ---------------------- \| ---------------------- \| ---------------------- \| ---------------------- \| \| 1. \| Julian Alaphilippe \| Francja \| Deceuninck-Quick Step \| 9h 32' 19" \| \| 2. \| Wout van Aert \| Belgia \| Team Jumbo-Visma \| + 20" \| \| 3. \| Steven Kruijswijk \| Holandia \| Team Jumbo-Visma \| + 25" \| \| 4. \| George Bennett \| Nowa Zelandia \| Team Jumbo-Visma \| + 25" \| \| 5. \| Michael Matthews \| Australia \| Team Sunweb \| + 40" \| \| 6. \| Egan Bernal \| Kolumbia \| Team Ineos \| + 40" \| \| 7. \| Geraint Thomas \| Wielka Brytania \| Team Ineos \| + 45" \| \| 8. \| Enric Mas \| Hiszpania \| Deceuninck-Quick Step \| + 46" \| \| 9. \| Greg Van Avermaet \| Belgia \| CCC Team \| + 51" \| \| 10. \| Wilco Kelderman \| Holandia \| Team Sunweb \| + 51" \| |                    |                 |                       |            |
| |                    |                 |                       |            |
| Źródło: ProCyclingStats |                    |                 |                       |            |
| Klasyfikacja generalna |                    |                 |                       |            |
| Kolarz | Kolarz             | Państwo         | Drużyna               | Czas       |
| 1. | Julian Alaphilippe | Francja         | Deceuninck-Quick Step | 9h 32' 19" |
| 2. | Wout van Aert      | Belgia          | Team Jumbo-Visma      | + 20"      |
| 3. | Steven Kruijswijk  | Holandia        | Team Jumbo-Visma      | + 25"      |
| 4. | George Bennett     | Nowa Zelandia   | Team Jumbo-Visma      | + 25"      |
| 5. | Michael Matthews   | Australia       | Team Sunweb           | + 40"      |
| 6. | Egan Bernal        | Kolumbia        | Team Ineos            | + 40"      |
| 7. | Geraint Thomas     | Wielka Brytania | Team Ineos            | + 45"      |
| 8. | Enric Mas          | Hiszpania       | Deceuninck-Quick Step | + 46"      |
| 9. | Greg Van Avermaet  | Belgia          | CCC Team              | + 51"      |
| 10. | Wilco Kelderman    | Holandia        | Team Sunweb           | + 51"      |

### Klasyfikacja punktowa(Maillot Vert)
| Klasyfikacja punktowa | Klasyfikacja punktowa | Klasyfikacja punktowa | Klasyfikacja punktowa | Klasyfikacja punktowa |
| Kolarz                | Kolarz                | Państwo               | Drużyna               | Punkty                |
| --------------------- | --------------------- | --------------------- | --------------------- | --------------------- |
| 1.                    | Peter Sagan           | Słowacja              | Bora-Hansgrohe        | 76 pkt                |
| 2.                    | Michael Matthews      | Australia             | Team Sunweb           | 59 pkt                |
| 3.                    | Sonny Colbrelli       | Włochy                | Bahrain-Merida        | 54 pkt                |
| 4.                    | Mike Teunissen        | Holandia              | Team Jumbo-Visma      | 50 pkt                |
| 5.                    | Greg Van Avermaet     | Belgia                | CCC Team              | 40 pkt                |
| 6.                    | Matteo Trentin        | Włochy                | Mitchelton-Scott      | 38 pkt                |
| 7.                    | Julian Alaphilippe    | Francja               | Deceuninck-Quick Step | 30 pkt                |
| 8.                    | Jasper Stuyven        | Belgia                | Trek-Segafredo        | 29 pkt                |
| 9.                    | Giacomo Nizzolo       | Włochy                | Dimension Data        | 21 pkt                |
| 10.                   | Paul Ourselin         | Francja               | Total Direct Énergie  | 20 pkt                |

### Klasyfikacja górska(Maillot à Pois Rouges)
| Klasyfikacja górska | Klasyfikacja górska | Klasyfikacja górska | Klasyfikacja górska   | Klasyfikacja górska |
| Kolarz              | Kolarz              | Państwo             | Drużyna               | Punkty              |
| ------------------- | ------------------- | ------------------- | --------------------- | ------------------- |
| 1.                  | Tim Wellens         | Belgia              | Lotto-Soudal          | 7 pkt               |
| 2.                  | Xandro Meurisse     | Belgia              | Wanty-Gobert          | 3 pkt               |
| 3.                  | Greg Van Avermaet   | Belgia              | CCC Team              | 2 pkt               |
| 4.                  | Julian Alaphilippe  | Francja             | Deceuninck-Quick Step | 1 pkt               |
| 5.                  | Nairo Quintana      | Kolumbia            | Movistar Team         | 1 pkt               |

### Klasyfikacja młodzieżowa(Maillot Blanc)
| Klasyfikacja młodzieżowa | Klasyfikacja młodzieżowa | Klasyfikacja młodzieżowa | Klasyfikacja młodzieżowa | Klasyfikacja młodzieżowa |
| Kolarz                   | Kolarz                   | Państwo                  | Drużyna                  | Czas                     |
| ------------------------ | ------------------------ | ------------------------ | ------------------------ | ------------------------ |
| 1.                       | Wout van Aert            | Belgia                   | Team Jumbo-Visma         | 4h 51' 44"               |
| 2.                       | Gianni Moscon            | Włochy                   | Team Ineos               | + 20"                    |
| 3.                       | Egan Bernal              | Kolumbia                 | Team Ineos               | + 20"                    |
| 4.                       | Kasper Asgreen           | Dania                    | Deceuninck-Quick Step    | + 21"                    |
| 5.                       | Enric Mas                | Hiszpania                | Deceuninck-Quick Step    | + 21"                    |
| 6.                       | Nils Politt              | Niemcy                   | Katusha-Alpecin          | + 26"                    |
| 7.                       | Lennard Kämna            | Niemcy                   | Team Sunweb              | + 26"                    |
| 8.                       | Mads Würtz Schmidt       | Dania                    | Katusha-Alpecin          | + 26"                    |
| 9.                       | Søren Kragh Andersen     | Dania                    | Team Sunweb              | + 26"                    |
| 10.                      | David Gaudu              | Francja                  | Groupama-FDJ             | + 32"                    |

### Klasyfikacja drużynowa(Classement par Équipe)
| Klasyfikacja drużynowa | Klasyfikacja drużynowa | Klasyfikacja drużynowa | Klasyfikacja drużynowa |
| Drużyna                | Drużyna                | Państwo                | Czas                   |
| ---------------------- | ---------------------- | ---------------------- | ---------------------- |
| 1.                     | Team Jumbo-Visma       | Holandia               | 29h 07' 04"            |
| 2.                     | Team Sunweb            | Niemcy                 | + 1' 44"               |
| 3.                     | EF Education First     | Stany Zjednoczone      | + 1' 57"               |
| 4.                     | Ineos                  | Wielka Brytania        | + 2' 04"               |
| 5.                     | Groupama-FDJ           | Francja                | + 2' 08"               |
| 6.                     | Mitchelton-Scott       | Australia              | + 2' 44"               |
| 7.                     | Astana                 | Kazachstan             | + 2' 49"               |
| 8.                     | Bora-hansgrohe         | Niemcy                 | + 3' 04"               |
| 9.                     | Bahrain-Merida         | Bahrajn                | + 3' 37"               |
| 10.                    | Dimension Data         | Południowa Afryka      | + 4' 14"               |